# Армас Лауніс
Армас Лауніс (фін. Armas Launis 1884 — Гямеенлінна, Канта-Гяме, Південна Фінляндія, Російська імперія — 1959, Ніцца, Франція) — фінський композитор, етномузикознавець, музичний педагог, письменник і журналіст. 

## Життєпис
Лауніс — автор десяти опер, до яких сам писав лібрето. Найбільш відомі: 
- «Сім братів» (1913), перша фінська комічна опера
- «Куллерво» (1917);
- «Аслак Гетта» (поставлена в 2004 під керуванням Сакарі Орамо);
- «Юдіф».

Серед творів Лауніса також камерні музичні композиції, кантати, твори для хору, сюїти для оркестру, музика для першого етнографічного фільму «Одруження в Карелії, країні поезії» (1921) та інші твори. 

## Етномузикознавець
Лауніс — один із перших дослідників і збирачів народної музики. Відвідував Лапландію (1904, 1905, 1922), Кайну (1902), Інграм (1903 — 1906), Карелію (1902 — 1905), Естонію (1930), записуючи мелодії, спів відомих виконавців, плакальниць. Лауніс вмів оцінити багатство і динамізм поезії, покладеної на музику, розумів усю важливість народної культури. Його численні публікації та колекції досьогодні є частиною народного надбання. 
Пізніше, подорожуючи Північною Африкою, він цікавився музикою бедуїнів, арабів і берберів, яка згодом додала новий колорит до його власної музики. 

## Педагог
Доктор наук (1911), агреже, Лауніс викладав з 1922 по 1925 роки музичний аналіз і композицію в Гельсінському університеті. Він удосконалював свої знання в Берліні (у Вільгельма Клатте) і у Веймарі (у Вальдемара фон Баусснера). 
Піклуючись про доступність музичної освіти для всіх, він створив перші народні консерваторії у Фінляндії, які існують досьогодні. Лауніс керував ними до 1930. 
З 1920 Армас Лауніс отримував довічну пенсію від фінської держави, при цьому маючи право жити за кордоном. 

## Журналіст
Прагнучи зберігати контакт зі своєю батьківщиною, він працював постійним кореспондентом "Helsingin Sanomat", "Uusi Suomi" і "Suomen Kuvalehti", і журналістом при Французькій асоціації з обмінів у галузі мистецтва, а також був членом і засновником Товариства іноземної преси Лазурного берега. 
Остаточно влаштувавшись у Франції, в Ніцці у 1930, Лауніс брав активну участь в музичних і культурних обмінах між Францією і Фінляндією. 

## Твори

### Опери
- Сім братів (1913)
- Куллерво (1917)
- Аслак Гетта (1922)
- Пісня чаклунки (1934)
- Карельська хустка (1937)
- Літо, яке так і не настало (1936)
- Жеюдіт (1937 — 1940)
- Жили-були (1939)
- Теодора (1939)
- Замерзлі вогні (1957)

### Книги
- Über Art, Entstehung und Verbreitung des estnisch-finnischen Runenmelodien (1910)
- Ooppera ja puhenäytelmä: muutamia vertailevia piirteitä (1915)
- Esivanhempieni muisto 1500-1900 (1921)
- Aslak Hetta: 3 näytöksinen ooppera (libretto - 1921)
- Kaipaukseni maa. Lapinkävijän muistoja (1922)
- Murjaanien maassa (1927)
- Suomen maaseutukaupunkien kansankonservatoriot (1927)
- Erään Turumaalaisen saaristolaisuvun vaiheita (1929)
- Tunturisävelmiä etsimässä. Lapissa 1904 ja 1905. (Minna-Riikka Järvinen) (2004)

### Колекції мелодій
- Lappische Juoigos-Melodien (1908) (Mélodies lapones)
- Suomen kansan sävelmiä IV: Inkerin runosävelmät (1910)
- Suomen partioväen laulukirja (1917)
- Suomen kansan sävelmiä IV: II Karjalan runosävelmät (1930)
- Eesti runoviisid (Tartto 1930)

### Статті
- Runosävelmistä (Kalevalaseuran vuosikirjaI, 1921)
- Kullervo-oopperan esihistoriaa (Kalevalaseuran vuosikirja I, 1921)
- Saamein säveleitä etsimässä (Kalevalaseuran vuosikirja 2, 1922)
- Muuan karjalainen kanteleensoittaja (Kalevala seuran vuosikirja, 1923)